# Mã quốc gia
Mã quốc gia là những mã địa lý bằng chữ hoặc số được phát triển để đại diện cho quốc gia và khu vực phụ thuộc, dùng trong xử lý dữ liệu và thông tin liên lạc. Một số hệ thống mã khác nhau đã được phát triển để thực hiện nhiệm vụ này. Mã nổi tiếng nhất trong số này là ISO 3166-1. Thuật ngữ mã quốc gia cũng thường để chỉ mã quay số quốc tế, mã quay số quốc gia E.164.

## ISO 3166-1
Tiêu chuẩn này định nghĩa cho đa số quốc gia và vùng phụ thuộc trên thế giới:
- mã hai ký tự (ISO 3166-1 alpha-2)
- ba ký tự (ISO 3166-1 alpha-3), và
- ba chữ số (ISO 3166-1 numeric).

Mã hai ký tự được dùng làm nền tảng cho một số mã hoặc ứng dụng khác, ví dụ như
- mã tiền tệ ISO 4217 và
- tên miền cấp cao nhất dành cho quốc gia (ccTLDs) với một ít thay đổi: danh sách các TLD Internet.

Để xem các ứng dụng khác, xem ISO 3166-1 alpha-2.

## Các mã quốc gia khác
- Mã ba ký tự của Ủy quan Olympic Quốc tế (IOC) dùng trong các sự kiện thể thao: danh sách mã quốc gia IOC
- Liên đoàn bóng đá thế giới (FIFA) gán mã ba ký tự (dubbed FIFA Trigramme) cho mỗi quốc gia thành viên và không thành viên: danh sách mã quốc gia FIFA
- Tổ chức Hiệp ước Bắc Đại Tây Dương (NATO) sử dụng mã hai ký tự cho chính nó: danh sách mã quốc gia NATO. Chúng được mượn phần lớn từ mã FIPS 10-4 được đề cập ở dưới. Vào năm 2003, phiên bản thứ tám của Thỏa thuận Tiêu chuẩn hóa (Standardisation Agreement - STANAG) đã lấy mã ba ký tự ISO 3166 với một ngoại lệ (mã cho Macedonia). Với phiên bản thứ chín, NATO đang chuyển sang mã bốn và sáu ký tự dựa trên ISO 3166 với một số ngoại lệ và bổ sung.
- Hệ thống mã dành cho bảng đăng ký xe theo Quy ước Giao thông Đường bộ Liên hiệp quốc vào năm 1949 và 1968 (phân biệt các ký hiệu của phương tiện đi lại theo giao thông quốc tế): Danh sách mã bảng đăng ký xe quốc tế.
- Tổ chức Khí tượng Thế giới (WMO) có danh sách mã quốc gia riêng, sử dụng trong các bản báo cáo quan sát khí tượng.
- Chương trình Phát triển Liên hiệp quốc (UNDP) cũng có danh sách mã quốc gia trigram.
- Mã Tiêu chuẩn Xử lý thông tin Liên bang (FIPS) hai ký tự được chính phủ Hoa Kỳ sử dụng và có trong CIA World Factbook: danh sách mã quốc gia FIPS, Xem thêm Danh sách mã khu vực FIPS để xem mã cùng 4 ký tự, cũng do FIPS gán.
- Hệ thống mã dành cho Bảng đăng ký xe ngoại giao ở Hoa Kỳ, do Quốc vụ Hoa Kỳ quy định.
- Từ Liên minh Viễn thông Quốc tế (ITU):
  - mã quay số quốc tế E.164: dnah sách mã quay số quốc gia với từ 1-3 chữ số,
  - mã quốc gia di động (MCC) E.212, dành cho địa chỉ điện thoại di động/không dây.
  - một số ký tự đầu của mã đại diện các đài phát thanh (hàng hải, hàng không, đài phát thanh nghiệp dư, đài truyền thanh, v.v.) định nghĩa cho từng quốc gia: tiền tố ITU,
  - mã thư tín ITU dành cho các quốc gia thành viên,
  - Mã ba chữ số dùng để xác định các quốc gia trong việc truyền tải radio di động hàng hải, được biết đến với tên chữ số định danh hàng hải
- Từ Liên minh châu Âu:
  - Trước khi mở rộng EU vào năm 2004 EU sử dụng mã bảng đăng ký xe của Quy ước Giao thông Đường bộ LHQ; sau đó, nó sử dụng ISO 3166-1, với 2 ngoại lệ: EL (chứ không phải GR) dùng cho Hy Lạp, và UK (chứ không phải GB) dùng cho Vương quốc Anh.
  - Danh pháp của các đơn vị lãnh thổ dùng cho thống kê (Nomenclature des unités territoriales statistiques, NUTS) của Liên minh châu Âu, chủ yếu tập trung vào các khu vực con của các thành viên EU
- Từ Tổ chức Hàng không Dân dụng Quốc tế (ICAO):
  - tiền tố đăng ký máy bay,
  - ký tự quốc gia để xác định vị trí
- Từ Liên minh Đường sắt Quốc tế (UIC):
  - Mã quốc gia UIC

Những người phát triển ISO 3166 dự tính rằng vào một lúc đó nó sẽ thay thế tất cả các hệ thống mã hiện nay.

## Những mã khác
Những mã sau có thể đại diện cho quốc gia:
- Con số bắt đầu của Số thứ tự tiêu chuẩn quốc tế cho sách (ISBN) là những định danh theo nhóm cho từng quốc gia, khu vực, hoặc vùng ngôn ngữ.
- Ba con số đầu tiên của Tiền tố Công ty GS1 dùng để xác định sản phẩm, ví dụ trong mã vạch, chỉ định các cục ghi số (quốc gia).

## Danh sách các mã quốc gia theo từng quốc gia (viết theotiếng Anh)
- A
- B
- C
- D–E
- F
- G
- H–I
- J–K
- L
- M
- N
- O–Q
- R
- S
- T
- U–Z